# Wyżyna Mołdawska

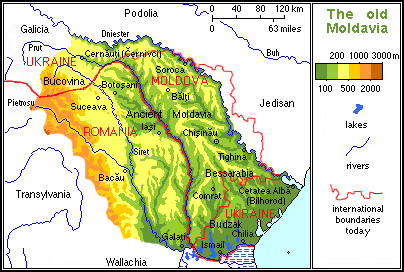
Mapa fizycznogeograficzna Mołdawii

Wyżyna Mołdawska (rum. Podișul Moldovei) – wyżyna we wschodniej Rumunii. Wyżyna jest rozcięta dolinami Seretu, Prutu i mniejszych rzek. Główne miasto to Jassy.
Wyżynę ograniczają:
- od zachodu – Karpaty Wschodnie
- od północnego wschodu – Wyżyna Podolska
- od wschodu – Wielki Step
- od południa – Nizina Wołoska.